# Clubiona baishishan
Clubiona baishishan là một loài nhện trong họ Clubionidae.
Loài này thuộc chi Clubiona. Clubiona baishishan được miêu tả năm 2003 bởi Zhang, Zhu & Da-xiang Song.